# Tășnad
Tășnad (pronunciació romanesa: [təʃˈnad]; en Hongarès: Tasnád, pronunciació hongaresa: [ˈtɒʃnaːd]; en Alemany: Trestenburg) és una ciutat del comtat de Satu Mare, Crișana (Romania). Administra cinc pobles: Blaja (Tasnádbalázsháza), Cig (Csög), Rațiu (Ráctanya), Sărăuad (Tasnádszarvad) i Valea Morii (Tasnádmalomszeg).
Aproximadament a 2 km del centre hi ha l'espai geotèrmic Tășnad, conegut a Romania i a l'estranger per les seves aigües termals.

## Demografia
Segons el darrer cens del 2011 hi havia 8.411 persones vivint a la ciutat. D'aquesta població, el 51,1% són d'ètnia romanesa, mentre que el 36,2% són d'ètnia hongaresa, l'11,4% d'ètnia romaní i l'1,1% d'altres.
El doctor Abraham Fuchs va escriure un ampli llibre històric sobre Tășnad, ja que era fins a la Segona Guerra Mundial. El llibre està en hebreu i descriu la vibrant vida jueva en aquesta petita ciutat fins a la seva destrucció el 1944.

## Història
Al jaciment arqueològic de Tășnad-Sere, a l'espai Spa, s'han fet troballes del Neolític de la cultura Körös i les cultures de Baden i Pișcolt, així com restes de finals de l'edat del ferro i del període migratori (cultura Txernjahov). Des del 2012, Ulrike Sommer de l'Institut d'Arqueologia de Londres realitza excavacions del jaciment de Körös juntament amb el Museu Satu Mare.
Fins al 1876, Tășnad formava part del comtat de Közép-Szolnok quan es va incorporar al recentment format comtat de Szilágy del Regne d'Hongria. El 1920, després del tractat de Trianon, va passar a formar part del Regne de Romania.